# まちなかにぎわいバス

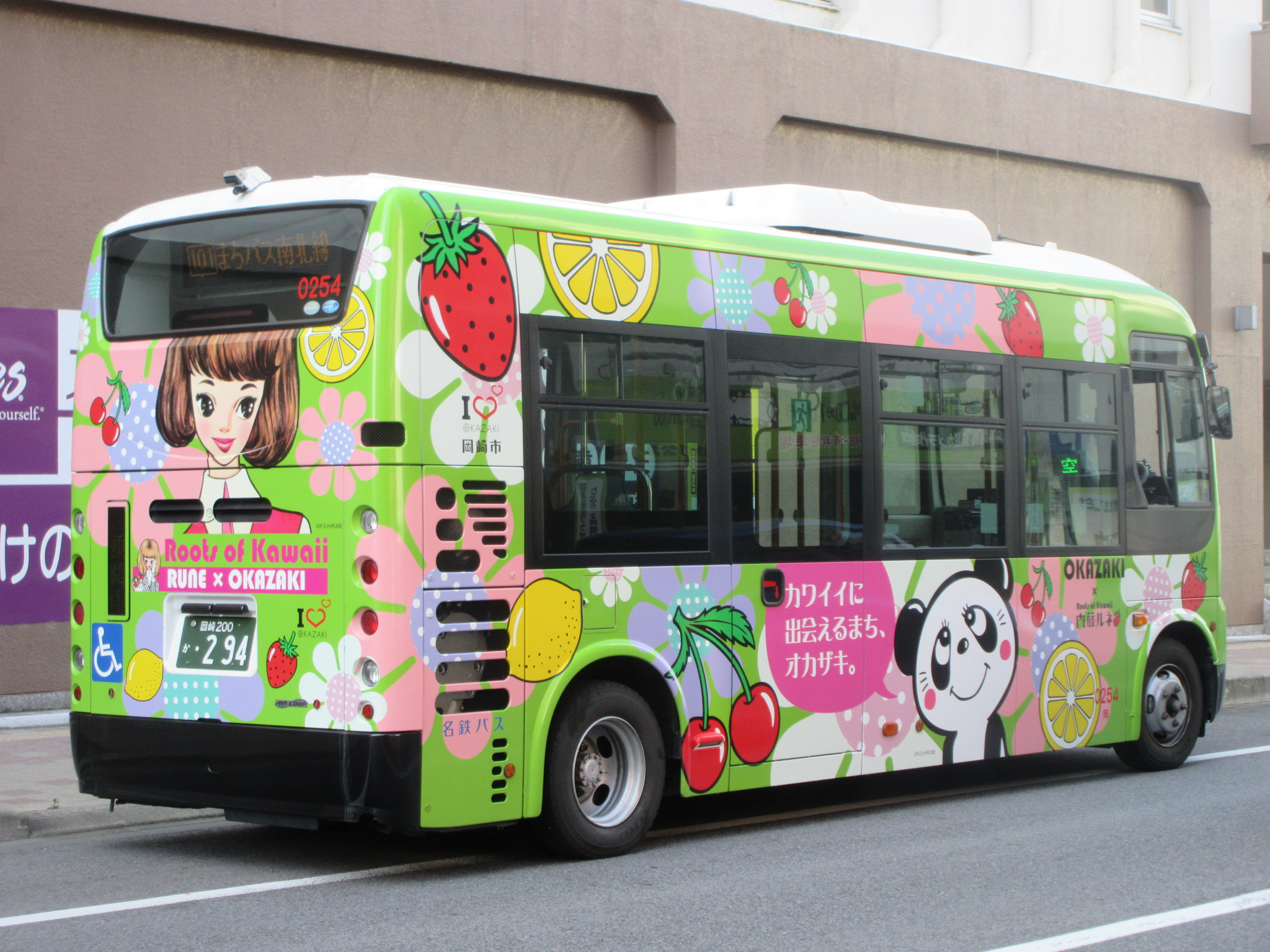
南北ルート（岡崎シビコ前）
岡崎市出身のイラストレーター・内藤ルネのイラストを使用したラッピングバス

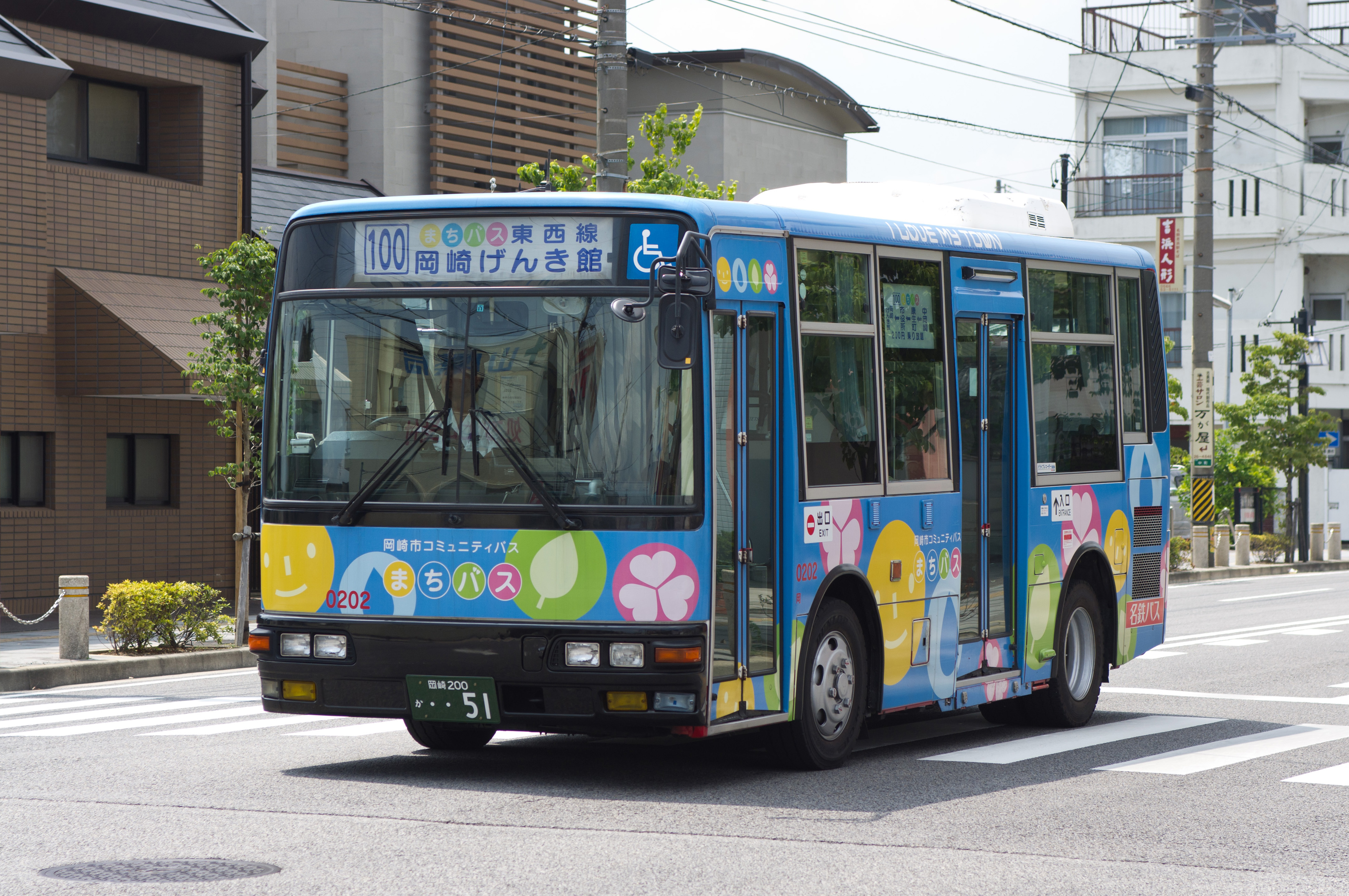
東西ルート（岡崎げんき館付近）

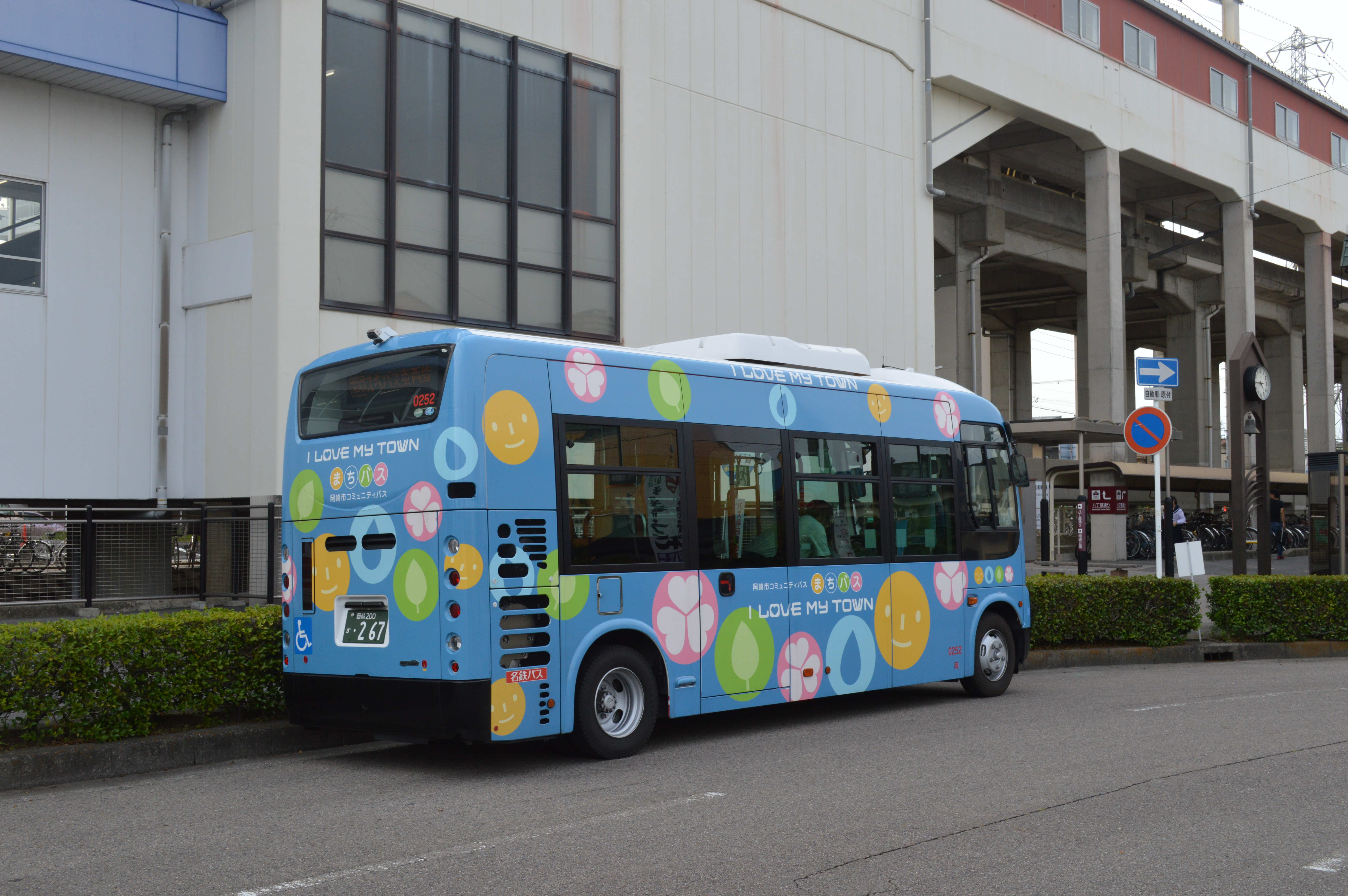
東西ルート（中岡崎駅）

まちなかにぎわいバスは、愛知県岡崎市がかつて運行していたコミュニティバス。愛称は「まちバス」。2007年（平成19年）7月17日運行開始。
名鉄バス（岡崎営業所）に運行委託していた。地域分社化により岡崎営業所が名鉄バス東部の営業所となっていた時代は、名鉄バス東部岡崎営業所が運行を担当していた。
名鉄バス岡崎北線の運行開始に伴い、2020年（令和2年）3月31日をもって全路線が廃止された。

## 沿革
- 2007年（平成19年）7月17日 - 運行開始。
- 2008年（平成20年）
  - 3月1日  - 東西ルートを岡崎げんき館へ延伸。
  - 7月1日 - 名鉄バス東部が営業開始、名鉄バス岡崎営業所が名鉄バス東部岡崎営業所となる。
  - 11月1日 - 図書館交流プラザ「リブラ」開館に伴い、「図書館交流プラザ」玄関前に乗り入れ開始。
- 2009年（平成21年）3月1日 - 岡崎市内のバス路線に系統番号が付番される。
- 2010年（平成22年）4月1日 - 南北ルートの路線を一部変更。「松坂屋前」停留所を廃止し、「岡崎公園前」停留所を新設。
- 2018年（平成30年）
  - 1月4日 - 東西ルートの路線を一部変更。東岡崎駅に乗り入れ。
  - 7月1日 - 名鉄バス東部が名鉄バス本体へ吸収合併され、再び名鉄バス岡崎営業所となる。
- 2020年（令和2年）4月1日 - 名鉄バス岡崎北線の運行開始[2]に伴い、全路線が廃止[3]。

## 運賃・乗車券類
- 1日：200円（小人、障害者は半額）。下車時に乗継券を受け取り、2度目からの乗車は乗継券を提示することにより、1日に何度でも乗降できる。
- manacaおよび交通系ICカード全国相互利用サービス対応カードが利用できる。ただしmanacaマイレージポイントの付与はなく、専用乗継券以外の乗継割引はない。
- 「まちバス乗車券サービス店」で買い物をすると、まちなかにぎわいバスの次回乗車が無料となる乗車券が入手できる。

## 路線

### 東西ルート（系統番号 100）
- 中岡崎 - 図書館交流プラザ - 康生町 - 伝馬 - 市役所 - 東岡崎 - 市役所 - 岡崎げんき館

### 南北ルート（系統番号 101）
- 東行き：シビコ北 → 図書館交流プラザ → 六供新町 → 石神橋 → 梅園小学校東 → 市役所
- 西行き：市役所 → 梅園小学校東 → 石神橋 → 六供新町 → シビコ北 → 図書館交流プラザ → シビコ北